# Neckera spurio-truncata
Neckera spurio-truncata là một loài rêu trong họ Neckeraceae. Loài này được Müll. Hal. ex Dusén mô tả khoa học đầu tiên năm 1895.